# Alicia Grootfaam
Alicia Grootfaam (* 24. Oktober 2003) ist eine surinamische Leichtathletin, die sich auf das Kugelstoßen spezialisiert hat und aktuell Inhaberin des Landesrekordes ist.

## Sportliche Laufbahn
Erste internationale Erfahrungen sammelte Alicia Grootfaam im Jahr 2018, als sie bei den U18-Südamerikameisterschaften in Cuenca mit einer Weite von 12,58 m den sechsten Platz belegte. Im Jahr darauf siegte sie mit 14,15 m in der U17-Altersklasse bei den CARIFTA Games in George Town und bei den CARIFTA Games 2022 in Kingston gewann sie mit 12,97 m die Bronzemedaille in der U20-Altersklasse. Zudem belegte sie bei den Südamerikaspielen in Asunción mit 12,75 m den fünften Platz. 2023 gelangte sie bei den Südamerikameisterschaften in São Paulo mit 13,43 m auf Rang sieben und im Jahr darauf wurde sie bei den U23-Südamerikameisterschaften in Bucaramanga mit 14,52 m Vierte.